# Gioventù brucata
Gioventù brucata è il terzo album in studio del gruppo italiano Pinguini Tattici Nucleari, pubblicato il 17 aprile 2017.
Dall'album vennero estratti tre video musicali, ovvero quelli dei brani Sciare, Tetris e Irene, quest'ultimo entrato in rotazione radiofonica dal 1º giugno 2018. La copertina è stata realizzata dal fumettista Labadessa.

## Tracce
Testi e musiche di Riccardo Zanotti.
1. Intro Montanelli – 1:28
2. Sciare – 4:41
3. Gioventù brucata – 5:25
4. Ninna nanna per genitori disattenti – 4:05
5. L'uomo che inventò il fuoco – 5:24
6. Irene – 5:11
7. Senti che cantare questi! – 1:11
8. Pula – 5:47
9. 79 – 4:19
10. Gigi cinque ottavi – 4:28
11. Tetris – 5:51
12. Il concorso musicale – 5:31

Durata totale: 53:21

## Formazione
- Riccardo Zanotti – voce
- Nicola Buttafuoco – chitarra
- Lorenzo Pasini – chitarra
- Simone Pagani – basso
- Matteo Locati – batteria
- Elio Biffi – tastiere, fisarmonica, cori